# Vatsyayana Mallanaga
Vatsyayana Mallanaga (um 250 n. Chr.) ist der indische Autor des in der damaligen Gelehrtensprache Sanskrit verfassten Kamasutras. Über das Leben des Autors ist wenig bekannt.

## Hinweise auf den Autor
„Wahrscheinlich ist Vātsyāyana der Sippenname (gotra) und er hieß Mallanāga mit Vornamen. Inder haben ihn Muni, ‚den Schweigsamen‘ genannt.“ Dieser Beiname wurde im Altertum als Ausdruck des Respekts und der Verehrung vergeben. Bekannt sind mehrere Männer, die diesen Namen trugen. „Nach indischer Vorstellung sprechen Menschen, die ernsthaft suchen, nicht viel oder schweigen gar um der Wahrheit willen. […] Vātsyāyana selbst sagt über sich, er habe das Kāmasūtra in strenger Enthaltsamkeit und höchster (meditativer) Konzentration geschrieben. […] Des weiteren sagt er, er habe es für den Fortbestand der Welt geschrieben und nicht für die blinde Leidenschaft (VII. 2. 57). Mehr Auskunft über sich gibt er nicht.“

### Bedeutung
„Mit Vātsyāyanas Kāmasūtra hatte das Sexualwissen im alten Indien den Höhepunkt erreicht, und so wurde es für die folgenden Generationen zur unumstrittenen Autorität auf dem Gebiet der Erotik.“ In den Werken weiterer Autoren bis hin ins 15. Jahrhundert „ist Vātsyāyanas Handschrift deutlich zu erkennen. [Er] prägte in Indien nicht nur den Bereich der Sexualität, sondern auch die Literatur und die Bildhauerei.“

### Methode
Vātsyāyana bezog sich auf Vorgänger in den ‚Liebeswissenschaften‘ der Gattung der Kāmaśāstras, der Lehrbücher über die Sexualität. Getreu der Disputationstradition des alten Indiens wägte er jede bestehende Lehrmeinung zu bestimmten Fragen über die Sexualität ab und legte anschließend seine eigenen Ansichten über sie dar. „So sind die Aphorismen, Sūtras, im Kāmasūtra eher als Zusammenfassung einer vorangegangenen langen Auseinandersetzung zu verstehen, die weitere Erläuterungen benötigt.“ Nachdem das umfassende Werk eines Vorgängers im Lauf der Zeit zu verschiedenen spezialisierten Büchern verarbeitet worden war, fasste Vatsyayana die „nachträglich entstandenen Werke in einer kleineren Schrift zusammen und nannte sie das Kāmasūtra (I.1.5/14).“

## Weitere Forschung
Davadatte Shastri (1912–1982), der 1964 einen Kommentar in Hindi zum Kamasutra veröffentlichte, sammelte Material über Vatsyayana Mallanagas Identität. Zu einer Veröffentlichung ist es infolge seines Todes nicht gekommen.

## Anmerkung
1. ↑  Der indische Autor Vanamali Gunturu ist mit der Zeitangabe vorsichtiger und schreibt die mögliche Lebenszeit aufgrund traditioneller und formaler Merkmale der Schrift dem Zeitraum „wahrscheinlich zwischen dem 2. Jahrhundert v. Chr. und dem 5. Jahrhundert n. Chr.“ zu. (Gunturu: Kamasutra, S. 10).